# 西力斯昂哥
西力斯昂哥（Cirith Ungol）是托爾金（J. R. R. Tolkien）小說中土大陸的虛構地方。在辛達林語中，西力斯昂哥解作「蜘蛛的裂縫」或「蜘蛛通道」。西力斯昂哥是穿越魔多（Mordor）西面山脈的通道，並且是唯一一條魔多的西面通道。精靈及人類最後同盟之戰後，駐守魔多的剛鐸人類興建西力斯昂哥之塔（Tower of Cirith Ungol），以守衛西力斯昂哥。
主要的目的是守備來自伊西力安（Ithilien）及米那斯魔窟（Minas Morgul）的索倫殘軍攻擊。因此，其防禦工事集中於北面及東南。這也可防止索倫殘軍逃離魔多。
第三紀元1636年，大瘟疫殺死了大部分在魔多的剛鐸守軍，瘟疫後，剛鐸無力再佔領西力斯昂哥，邪惡勢力再次集於魔多。西力斯昂哥要塞與魔多西北的德桑城堡（Durthang）及黑門的監視塔成犄角之勢。
位在西力斯昂哥之塔大門的兩個「監視者」雕像似乎有邪惡的妖靈附著，它可用隱形的力量阻擋敵人進入塔內，這些雕像的頭顱是禿鷹的造型。
魔戒聖戰期間，攜帶至尊魔戒的哈比人佛羅多·巴金斯（Frodo Baggins）及山姆·詹吉（Samwise Gamgee）被咕嚕（Gollum）帶到西力斯昂哥的巨蜘蛛屍羅（Shelob）巢穴。昏迷的佛羅多終被西力斯昂哥的半獸人抬入塔內。山姆在擊敗屍羅後，發現西力斯昂哥塔內的哥巴葛和夏格拉兩派半獸人為秘銀甲發生內鬥，大部分人都被殺死，讓山姆伺機用凱蘭崔爾的水晶瓶通過監視者雕像，最終得以成功救出受困塔頂的佛羅多。

## 改編
在2003年電影《魔戒三部曲：王者再臨》裡西力斯昂哥有出現。概念設計師設想西力斯昂哥之塔原本是剛鐸人的要塞，但後來半獸人侵佔了該處，把它外觀改造成醜陋的樣子。